# Jean-Rodolphe Soutter
Pour les articles homonymes, voir Soutter.
Jean-Rodolphe Soutter, ou simplement Rodolphe Soutter, né le 11 mars 1789 à Kölliken et mort le 27 février 1866 à Morges, est une personnalité politique suisse, membre de la Gauche Libérale (futur parti radical-démocratique). Il est député du canton de Vaud au Conseil national de 1848 à 1850.

## Biographie
Jean-Rodolphe Soutter naît le 11 mars 1789 à Kölliken, dans le canton d'Argovie. Protestant, originaire de Kölliken et, à partir de 1791, de Morges, il est le fils de Daniel Suter. Il épouse en 1819 Julie Caroline Bron.
Jean-Rodolphe Soutter est propriétaire d'un domaine viticole et négociant en vins. Il est en outre membre du conseil général de la Banque cantonale vaudoise de 1846 à 1856 et lieutenant-colonel dans l'armée suisse.

### Carrière politique
Il est député au Grand Conseil vaudois de 1839 à 1853 et conseiller national de 1848 à 1850. Proche de Louis-Henri Delarageaz, Soutter est un membre actif de la section morgienne de l'Association patriotique, qui contribuera à la révolution radicale de mars 1845 et à la fondation d'un authentique parti politique radical. Au lendemain de la révolution, il devient préfet de Morges, poste qu'il abandonne sept mois plus tard à Henri Reymond, un autre fidèle de Delarageaz.